# Bart Schwertmann
Bart Schwertmann (Finsterwolde, 1970) is een Nederlands zanger verbonden aan Kayak.
De muziek zat er al vroeg in. Op zijn vijfde deed hij mee aan een plaatselijke talentenjacht met Oerend hard van Normaal Daarna volgde nog het lidmaatschap van een lokale muziekvereniging en gitaarlessen.
Schwertmann trad toe tot Galaxy (jaren 80-1997), dat in eerste instantie nederrock en Herman Broodachtige muziek speelde. Door het luisteren naar bands als Yes (I've Seen All Good People), Marillion en Rush maar ook Dio, Iron Maiden en Saxon ging de band richting neoprog. Personeelswisselingen (en zanglessen) leidden ertoe dat Schwertmann er zanger werd. Hun destijds opgenomen album Runaway men belandde jarenlang op de plank, maar werd uiteindelijk in de voorzomer van 2022 uitgebracht.
Er volgde een periode met los studio en livewerk. Hij was in 2000 winnaar van de Soundmixshow van Henny Huisman met het lied Ghetsemane uit de film Jesus Christ Superstar. Daarna volgde de band Vanderlinde (Arjan van der Linde), dat ooit in het voorprogramma stond van Fish. Schwertmann trad echter met meer musici op. In 2000 probeerde Bert Veldkamp Schwertmann naar Kayak te halen, maar hij voelde zich daartoe niet geschikt.
Schwertmann werd in 2016 opnieuw door Kayak benaderd, dit keer door Ton Scherpenzeel via facebook, om voor Kayak te komen zingen. Hij werkte destijds in de zorg, hij hield daar een hernia en burn-out aan over. Een combinatie was dus niet mogelijk, maar hij stapte in Kayak in aanloop naar het album Seventeen.
Nadat de frontman Ton Scherpenzeel van Kayak in 2021 tijdens de coronapandemie had aangegeven te gaan stoppen met optredens, kon Schwertmann aan de slag bij The Samurai of Prog. Wel stond er nog een (afscheidstournee) tournee met Kayak op stapel, die steeds vanwege lockdowns uitgesteld moest worden. In die periode, wanneer Schwertmann weer in de zorg/hulpverlening werkte, kon hij zijn album Theater of grief, dat al jaren in de pen zat afronden. Het album kent de stijl progmetal in de stijl van Ayreon ondanks dat de Kayakleden (Ton Scherpenzeel, Hans Eijkenaar, Marcel Singor en Kristoffer Gildenlöw) ook op het album te horen zijn.

## Discografie en opnames.
- 1987 Galaxy: Rock ‘n’ roller (Vinyl Single en 4 track democassette Rock-'n-roller)
- 1988 Galaxy: New dimensions live (6 track democassette)
- 1990 Galaxy: At the frontline (democassette)
- 1991 Galaxy: Back before the storm (CD EP)
- 1994 Galaxy: And The second part starts (democassette)
- 1998 B.A.R.T:  Burnin'  (CD-single)
- 2000 B.A.R.T:  Gethsemane (Jesus Christ Superstar) (CD-single)
- 2003 Boulevard Souvenirs (Nationaal songfestival)
- 2007 Boulevard: I'm a believer (CD-single)
- 2013 Bart Schwertmann Hol mie mor vast
- 2014 Vanderlinde: Southbound train
- 2016 Vanderlinde: Devil’s trails
- 2017 Vanderlinde: Live trails
- 2018 Kayak: Seventeen
- 2019 Vanderlinde: Entering the circus
- 2019 Back in the day When love walked in (feat. Mothers Finest members John Hayes and Wizzard)
- 2020 Medea: A fate symphony
- 2020 Wia Buze Lös (Duet Blief Bie Mie Vannacht)
- 2020 Kayak: Kayak Live 2019
- 2021 Samurai Of Prog: The lady and the lion
- 2021 Bernard and Pörsti: Robinson Crusoe
- 2021 Kayak: Out of this world
- 2021 Schwertmann Theater of grief
- 2022 Vanderlinde: Muy Rico
- 2022 Cyril Whistler: Tears of the wolf
- 2022 Galaxy: Runaway men
- 2022 Samurai Of Prog: Anthem to the phoenix star
- 2024 Back in the day Won't back down (feat. Whitesnake member Joel Hoekstra and Mothers Finest member Wizzard)
- 2025 Kayak: Back to shore, the 2022 farewell tour